# آویلا (آرکانزاس)
آویلا (به انگلیسی: Avilla) یک منطقهٔ مسکونی در ایالات متحده آمریکا است که در شهرستان سالین، آرکانزاس واقع شده‌است. آویلا ۱۵٫۲۰ کیلومتر مربع مساحت و ۲٬۰۳۸ نفر جمعیت دارد و ۱۵۳٫۹۳ متر بالاتر از سطح دریا واقع شده‌است.